# Meleko Mokgosi
Pour les articles homonymes, voir Mokgosi.
Meleko Mokgosi, né en 1981 à Francistown, est un peintre botswanais et professeur associé de peinture et de dessin à  la Yale School of Art, affiliée à l'université Yale. Ses peintures explorent les thèmes du colonialisme, de la démocratie, du nationalisme et de la vie en Afrique australe.

## Biographie

### Jeunesse et éducation
Meleko Mokgosi naît en 1981 à Francistown, mais grandit à Maun, élevé par sa mère et sa grand-mère,,. Il commence à dessiner dès l'école primaire. Au lycée, il devient intéressé par la possibilité de transmettre des messages politiques à travers les arts. En 2003, il déménage aux États-Unis et participe dans le programme d'études du musée Whitney. Il poursuit des études en arts au Williams College, puis à l'Université de Californie à Los Angeles, où il obtient son BA et son MFA,,. Par la suite, il étudie quatre ans avec l'artiste conceptuelle Mary Kelly, avec qui il suit un programme « non centré sur le fait de produire des œuvres, mais plutôt sur le fait de se poser des questions ».

### Carrière
De 2008 à 2011, Mokgosi créé sa première série de peintures, intitulée Pax Afrikaner, et centrée sur le sujet de la xénophobie et de l'identité nationale dans le Sud de l'Afrique.
En 2012, il vit en tant qu'artiste dans le Studio Museum in Harlem à New York,. Il y complète sa série de peintures Pax Kaffraria, qui explore comment les gens du Sud de l'Afrique voient le fait d'être une nation. Il réalise alors une série de 50 peintures sur la colonisation de l'Afrique. En 2014, un livre sur son projet Pax Kaffraria est publié par le musée Hammer.
En 2014, il entame un projet de huit chapitres intitulé Democratic Intuition et portant sur les relations qu'ont les gens avec la démocratie et ses préceptes. Il présente les deux premiers chapitres de son projet dans sa première exposition solo à New York en 2016.
Mokgosi fonde avec Avram Alpert et Anthea Behm l'Interdisciplinary Art and Theory Program en 2018. Il s'agit d'un programme permettant de faciliter l'accès la recherche de l'histoire et les thèmes de divers sujets dans les arts pour les artistes.

## Analyse
L'œuvre de Meleko Mokgosi est réalisé de deux façons différentes.
Dans ses projets comme Wall of Casbah et Modern Art: The Root of African Savages, une approche textuelle est utilisée. Ainsi, il présente des préjugés dans les arts avec des annotations pour montrer le biais culturel et colonial dans ces sujets jugés neutres.
Dans d'autres projets, comme Pax Afrikaner et Pax Kaffraria, l'approche figurative est adoptée, avec l'utilisation de médiums comme la peinture et la photographie. Ces peintures, combinées à des symboles et des images figurées, permettent au public de prendre note de l'histoire coloniale, du nationalisme et des traces post-coloniales en Afrique. L'artiste utilise régulièrement du vocabulaire setswana dans ses œuvres, ce qui prend le public par surprise et permet de voir d'un nouvel œil le sujet de la globalisation. 

## Distinctions
- Inaugural Mohn Award, musée Hammer, 2012[7] ;
- Prix Vilcek (en) pour l'Espérance créative dans les Beaux arts, 2017[4],[12].